# El diario de Alonzo Typer
El diario de Alonzo Typer (en inglés The Diary of Alonzo Typer) es un relato de horror del autor estadounidense H. P. Lovecraft escrito en colaboración con William Lumley. Redactado en octubre de 1935, fue publicado en la edición de febrero de 1938 de la revista Weird Tales.

## Argumento
El Diario De Alonzo Typer cuenta la historia de Typer, el último descendiente de una antigua familia del condado de Ulster, que tenía cincuenta y tres años en el momento de su desaparición. Este diario que escribe está destinado a cubrir una investigación de la temida casa Van der Heyl.

## Edición en castellano
- Lovecraft, Howard Phillips (2013, reedición 2019). Más allá de los eones y otras historias en colaboración (José María Nebreda, trad.). Gótica 91. Madrid: Valdemar. ISBN 978-84-7702-895-6.